# Arthrochordeumium appendiculosum
Arthrochordeumium appendiculosum is een eenoogkreeftjessoort uit de familie van de Chordeumiidae. De wetenschappelijke naam van de soort is voor het eerst geldig gepubliceerd in 1918 door Stephensen.